# Білівці (Чортківський район)
Білівці́ — село в Україні, у Мельнице-Подільській селищній громаді Чортківського району Тернопільської області. Розташоване на південному сході району над річкою Дністер.
Поштове відділення — Вигодське.
Населення — 579 осіб (2001).

## Географія
Розташоване на відстані 369 км від Києва, 128 км — від обласного центру міста Тернополя та 39 км від міста Борщів.
У Білівці є вулиці: Головна Горішня, Головна Долішня, Дністрова, Дяківка, Загородня та Ситника.
У селі на березі Дністра знаходиться найпівденніша точка Тернопільської області.
Сусідні населені пункти:

### Клімат
Для села характерний помірно континентальний клімат. Білівці розташовані у «теплому Поділлі» — найтеплішому регіоні Тернопільської області.
| Клімат Білівців                                      | Клімат Білівців | Клімат Білівців | Клімат Білівців | Клімат Білівців | Клімат Білівців | Клімат Білівців | Клімат Білівців | Клімат Білівців | Клімат Білівців | Клімат Білівців | Клімат Білівців | Клімат Білівців | Клімат Білівців |
| Показник                                             | Січ.            | Лют.            | Бер.            | Квіт.           | Трав.           | Черв.           | Лип.            | Серп.           | Вер.            | Жовт.           | Лист.           | Груд.           |                 |
| Середній максимум, °C                                | −0,7            | 1,2             | 6,7             | 15,2            | 20,9            | 23,9            | 24,9            | 24,4            | 20,6            | 14,3            | 7,0             | 1,8             |                 |
| Середня температура, °C                              | −4,2            | −2,3            | 2,5             | 9,7             | 15,2            | 18,5            | 19,6            | 19,0            | 15,2            | 9,5             | 3,7             | −1,2            |                 |
| Середній мінімум, °C                                 | −7,6            | −5,8            | −1,7            | 4,3             | 9,6             | 13,1            | 14,4            | 13,6            | 9,8             | 4,7             | 0,4             | −4,1            |                 |
| Норма опадів, мм                                     | 30              | 29              | 30              | 51              | 71              | 98              | 95              | 61              | 51              | 33              | 33              | 35              |                 |
| ---------------------------------------------------- | --------------- | --------------- | --------------- | --------------- | --------------- | --------------- | --------------- | --------------- | --------------- | --------------- | --------------- | --------------- | --------------- |
| Джерело: http://en.climate-data.org/location/266417/ |                 |                 |                 |                 |                 |                 |                 |                 |                 |                 |                 |                 |                 |

## Населення
У 1810 році в селі було 85 родин, 88 житлових будинків і 298 мешканців.
Згідно з переписом УРСР 1989 року чисельність наявного населення села становила 555 осіб, з яких 240 чоловіків та 315 жінок.
За переписом населення України 2001 року в селі мешкало 576 осіб.

### Мова
Розподіл населення за рідною мовою за даними перепису 2001 року:
| Мова       | Кількість | Відсоток |
| ---------- | --------- | -------- |
| українська | 578       | 99.83%   |
| білоруська | 1         | 0.17%    |
| Усього     | 579       | 100%     |

## Історія
Поблизу Білівців виявлено залишки поселень трипільської (виявлене у 1930-х роках), празької та підкарпатської культури шнурової кераміки. Знайдений матеріал (уламки кераміки) зберігається у Львівському історичному музеї.
Перша писемна згадка — 1515.
На початку 19 століття селом володів Каетан Скополовський.
Діяли товариство «Просвіта», «Братство тверезості».
| Полеглі члени ОУН і вояки УПА | Полеглі члени ОУН і вояки УПА | Полеглі члени ОУН і вояки УПА | Полеглі члени ОУН і вояки УПА | Полеглі члени ОУН і вояки УПА |
| №                             | П. І. Б                       | Р. Н.                         | Р. С.                         | Коротка інформація |
| ----------------------------- | ----------------------------- | ----------------------------- | ----------------------------- | --- |
| 1                             | Гросуляк Григорій             | невідомий                     | невідомий                     | Член ОУН. Організатор збройного підпілля. Заарештований гестапо 1943 року. Пропав безвісти. |
| 2                             | Гаврищук Іван Григорович      | 1910                          | 23 січня 1946                 | Член ОУН (псевдо «Кий»). Підпільник. |
| 3                             | Белінський Микола             | невідомо                      | невідомо                      | Член ОУН. Стрілець СКВ УПА. Загинув у Кудринцях. |
| 4                             | Дерев'янко Степан Іванович    | 1922                          | 1946                          | Член ОУН. Стрілець СКВ УПА. Загинув у бою. |
| 5                             | Колісник Яків                 | 1924                          | 1946                          | Стрілець СКВ УПА. Загинув у бою. |
| 6                             | Калійчук Василь Дмитрович     | 1924                          | 1 травня 1946                 | Член ОУН. Підпільник. Загинув у перестрілці на «Валах». |
| 7                             | Калійчук Маркіян Дмитрович    | 1928                          | невідомо                      | Стрілець УПА. Полонений НКВС у селі Зарожани Чернівецької області. Розстріляний у тюрмі. |
| 8                             | Олійник Михайло Миколайович   | 1912                          | 1946                          | Член ОУН (псевдо «Івга»). Стрілець СКВ УПА. Загинув у бою. |
| 9                             | Продан Гнат Олексійович       | 1903                          | 1946                          | Член ОУН (псевдо «Дум»). Стрілець СКВ УПА. Загинув у бою. |
| 10                            | Синдецький Василь Михайлович  | 1916                          | 20 грудня 1944                | Член ОУН (псевдо «Зозуля»). Стрілець СКВ УПА. Загинув у бою з військами НКВС. |
| 11                            | Цимбалюк Микола Степанович    | 1924                          | 1946                          | Член ОУН Стрілець СКВ УПА. Застрілився у криївці, викритій провокатором «Тугою». Похований у селі Білівці. |
| 12                            | Урбановський Михайло Іванович | 1926                          | 01.07.1947                    | Стрілець СКВ УПА. Був поранений в бою неподалік сучасного села Дністрове, Мельниця-Подільської ОТГ, Чортківського району, Тернопільської області. Тоді село називалося Волківці та входило до Мельниця-Подільського району, Тернопільської області. Помер в ув'язненні в місті Маріїнськ Кемеровській області Сибір. В родини Бойка Івана Миколайовича зберігся лист, в якому зазначено про смерть Урбановського Михайла Івановича який являвся двоюрідним братом Бойка Івана Миколайовича. |

До 2015 було підпорядковане Вигодській сільраді,  від вересня 2015 ввійшло у склад Мельнице-Подільської селищної громади.
12 червня 2020 року, відповідно до розпорядження Кабінету Міністрів України № 724-р «Про визначення адміністративних центрів та затвердження територій територіальних громад Тернопільської області» увійшло до складу Мельнице-Подільської селищної громади.
19 липня 2020 року, в результаті адміністративно-територіальної реформи та ліквідації Борщівського району, село увійшло до складу Тернопільського району.

## Релігія
- церква святого архістратига Михаїла (1875, УГКЦ).

## Пам'ятки
Біля села розташована пам'ятка археології — «Траянів Вал».
Нижче села за течією Дністра зберігаються залишки цвинтаря села Дібріяни, яке стояло тут колись, але у 15 ст. все населення, згідно з переказами, вимерло від чуми.
Встановлено пам'ятний хрест на честь скасування панщини (у 1848), насипана козацька могила.

## Соціальна сфера
Діють загальноосвітня школа І ступеня, бібліотека.

## Відомі люди
- Долинюк Євгенія Олексіївна (1914—1990) — двічі Герой Соціалістичної Праці (1951, 1958), ланкова колгоспу імені XXII з'їзду КПРС, Борщівського району.

## Світлини

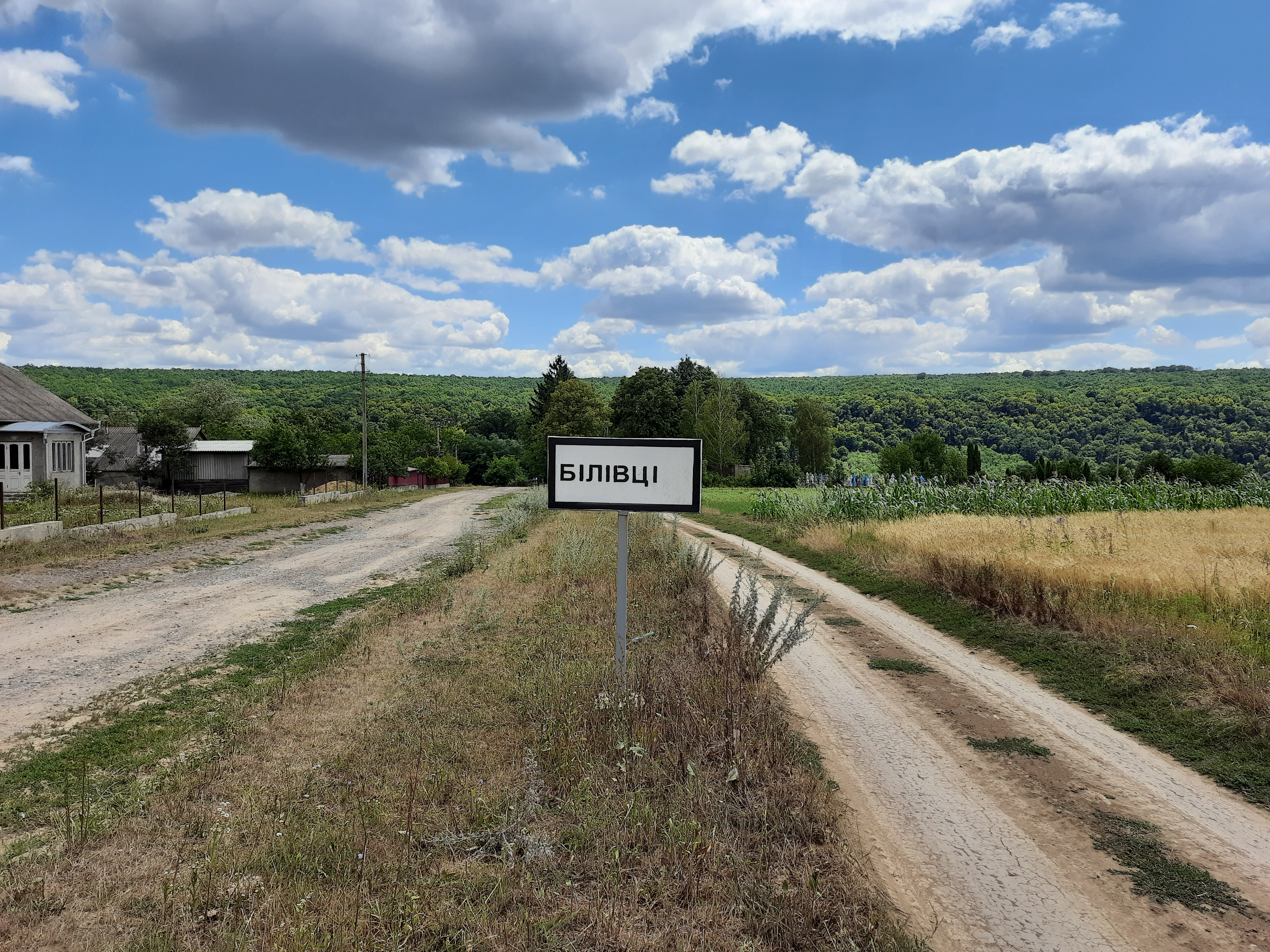
В'їзд  у село
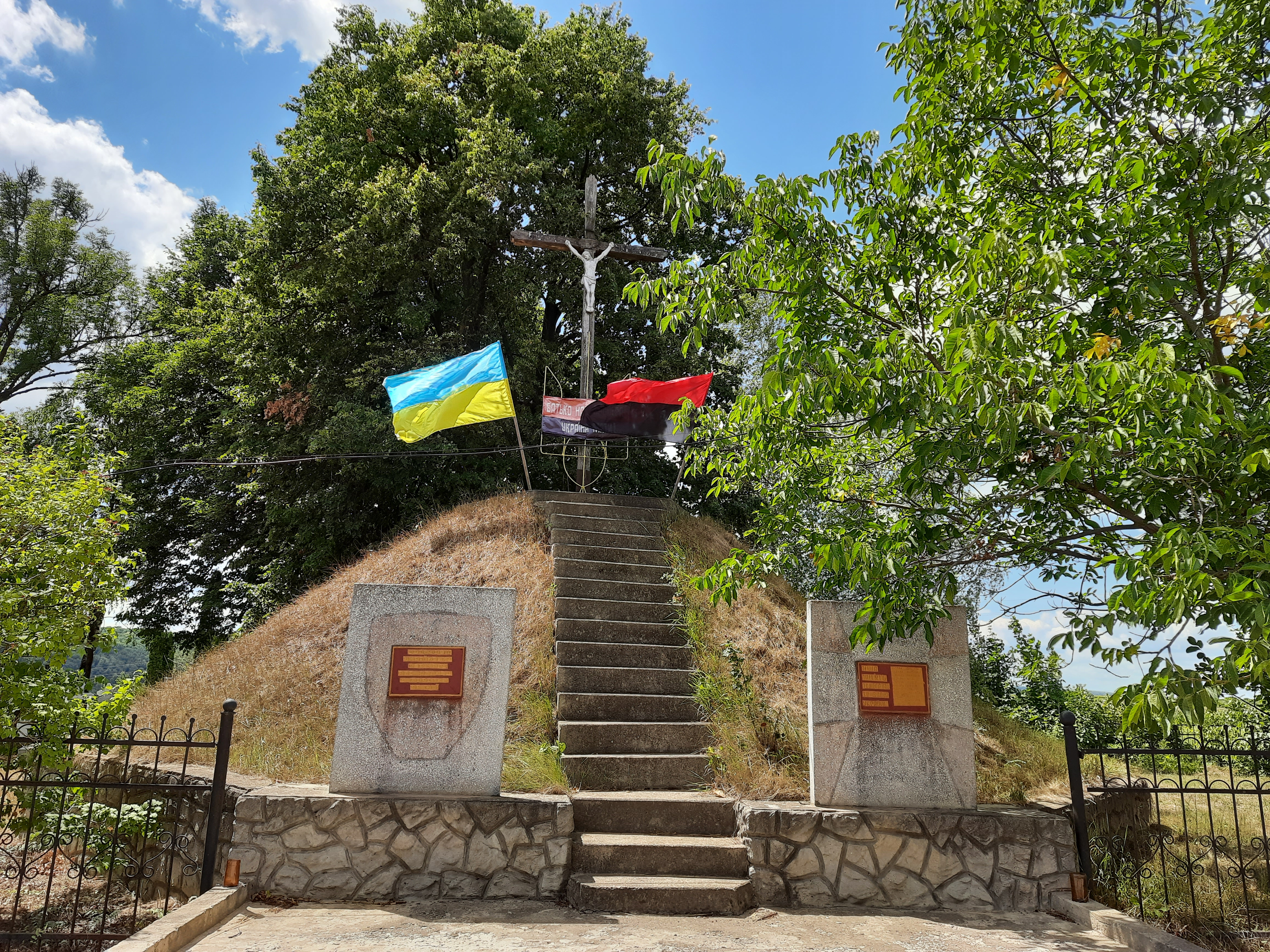
Символічна могила воякам УПА
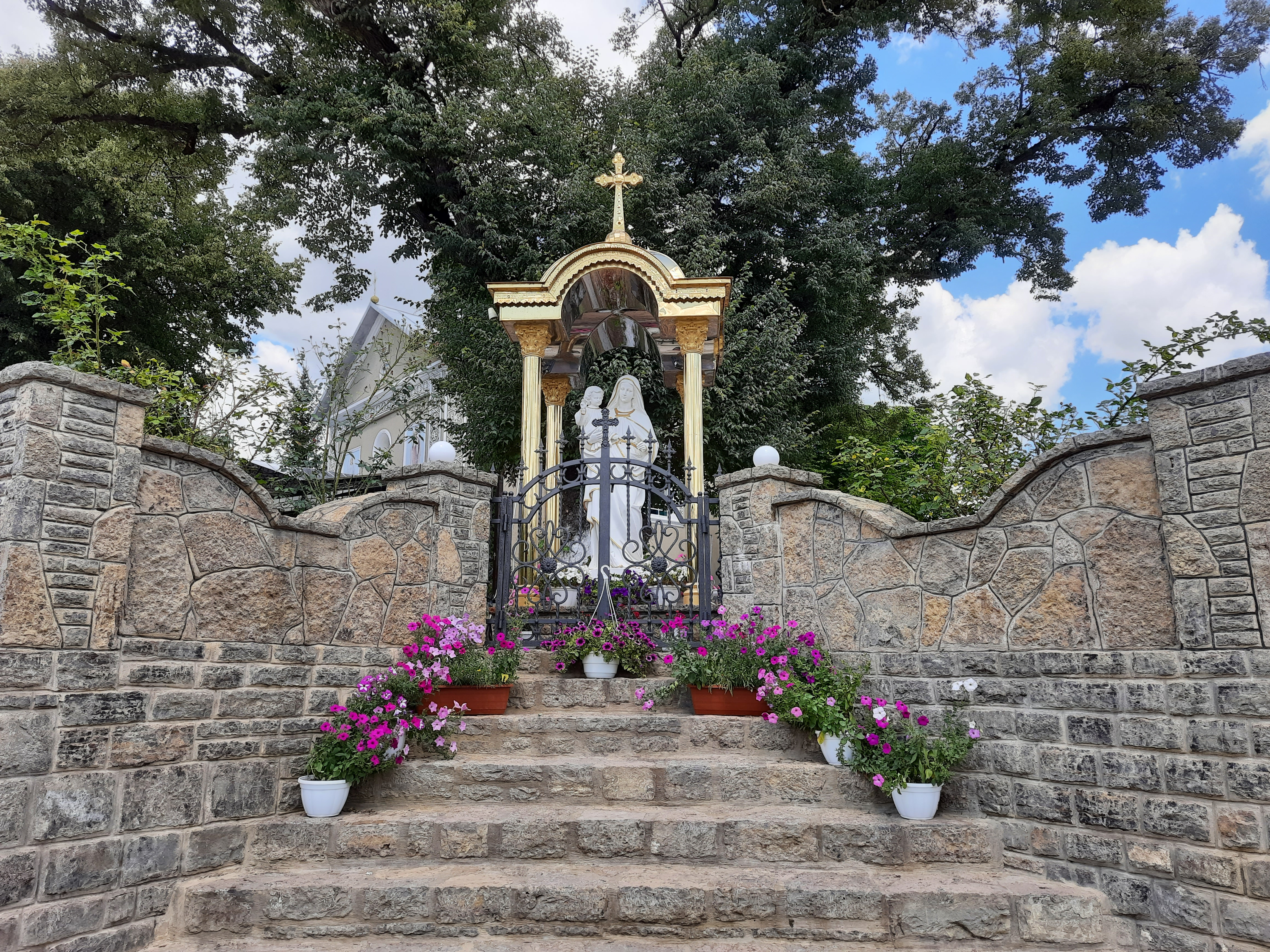
Статуя Божої Матері
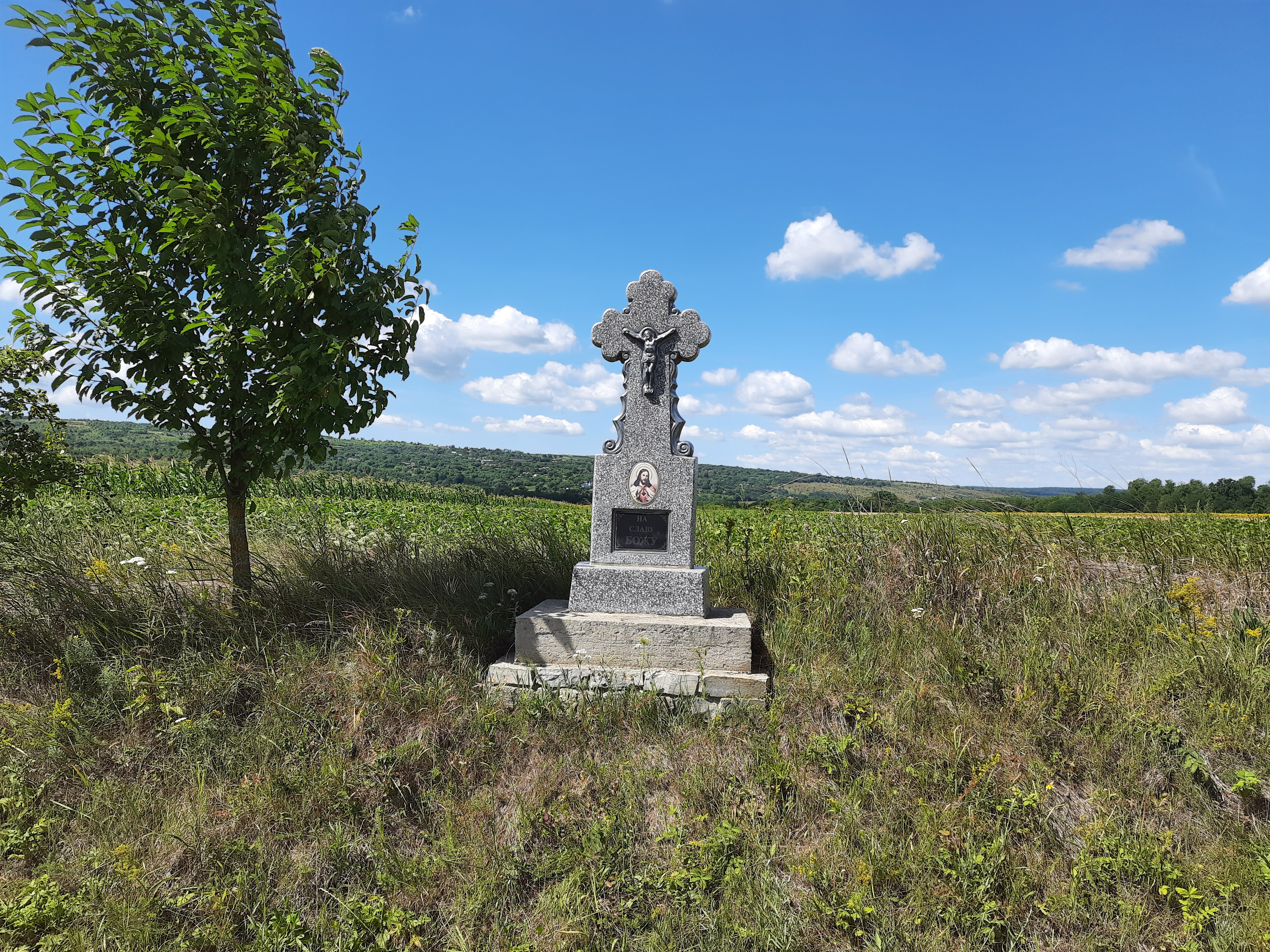
Пам'ятний хрест на околиці села